# Khoa học và công nghệ ở Nhật Bản

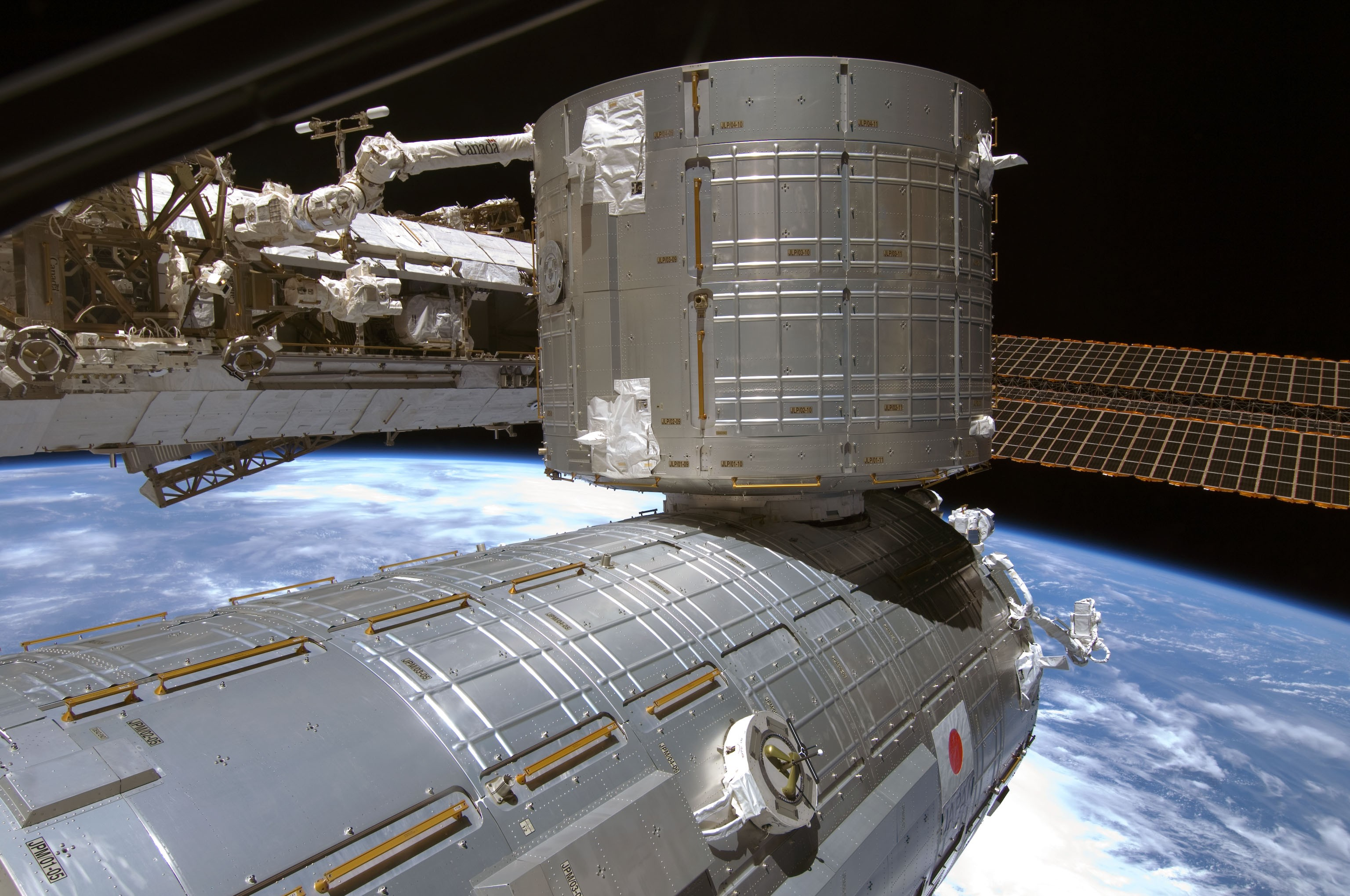
Japanese Experiment Module

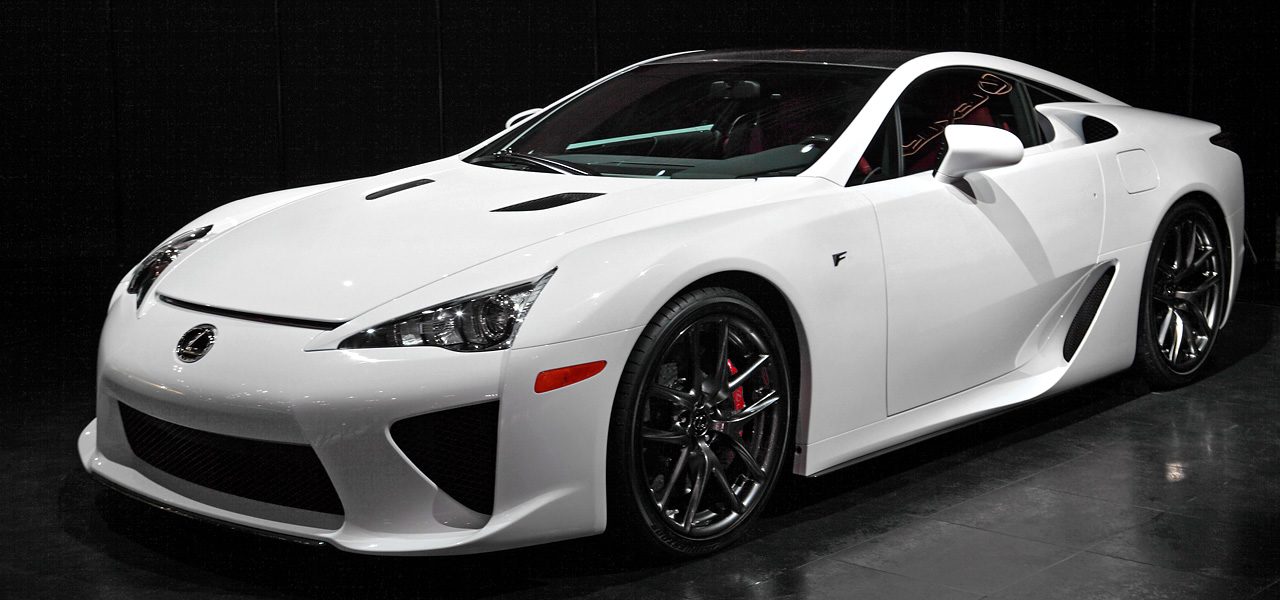
Lexus LFA

Khoa học và công nghệ ở Nhật Bản chủ yếu tập trung vào lĩnh vực thiết bị điện tử tiêu dùng, robot và công nghiệp ô tô.

## Điện tử

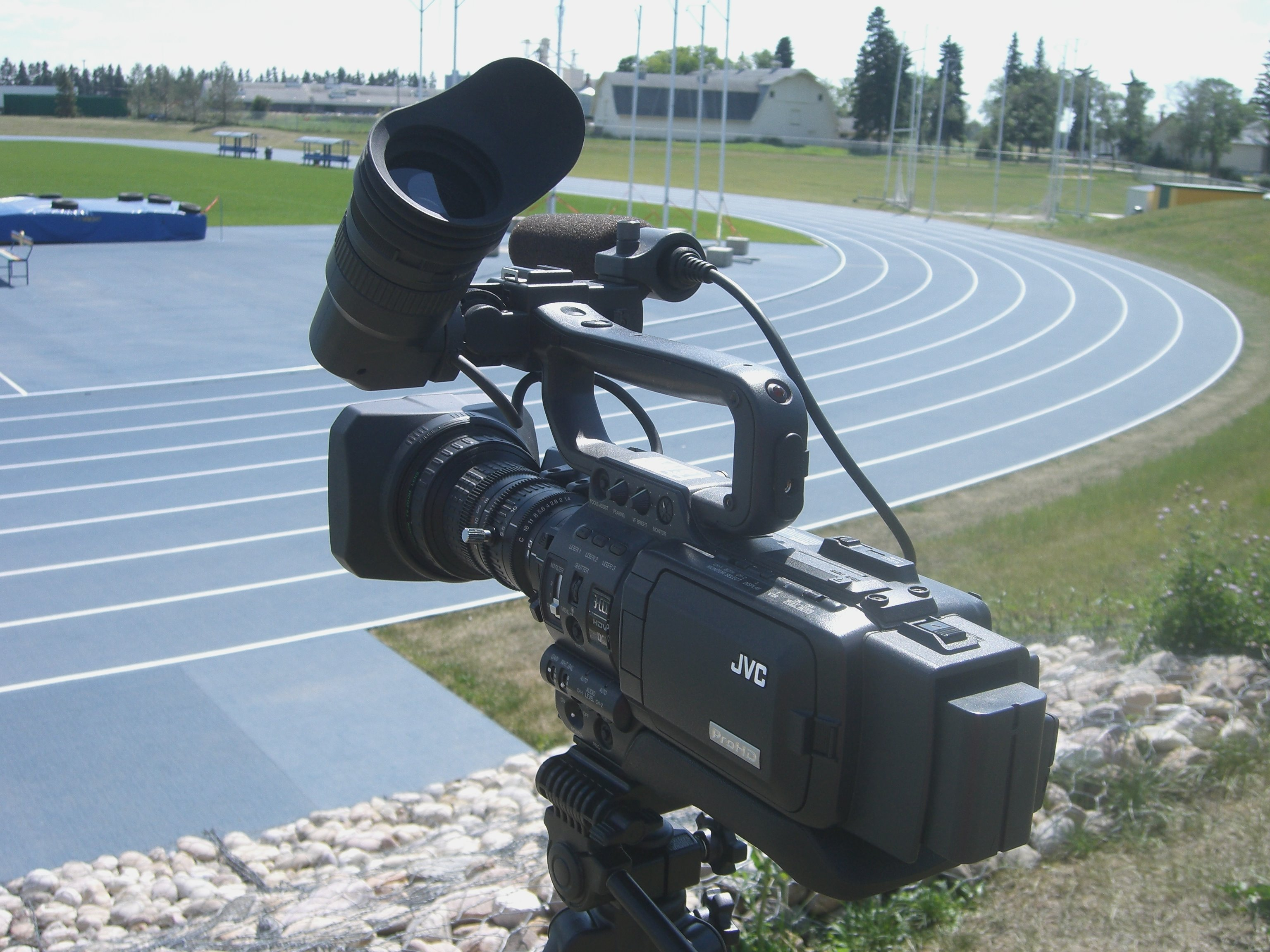
PRO-HDV JVC camera

Nhật Bản nổi tiếng với công nghiệp điện tử trên toàn thế giới 
và các sản phẩm điện tử của Nhật Bản chiếm một phần lớn trong thị trường thế giới, so với hầu hết các nước khác. Nhật Bản là một trong những quốc gia hàng đầu trong lĩnh vực nghiên cứu khoa học, công nghệ, máy móc thiết bị, và nghiên cứu y tế với ngân sách lớn thứ ba thế giới về nghiên cứu và phát triển, đạt mức 130 tỷ USD, với hơn 677.731 nhà nghiên cứu. Nhật Bản có số các nhà khoa học đoạt giải Nobel nhiều nhất trên toàn châu Á.
Nhật Bản có các tập đoàn công ty quốc tế lớn như: Fuji (phát triển máy tính điện tử đầu tiên của Nhật Bản - FUJIC1999 - trong năm 1956) và Sony. Sony, Panasonic, Canon, Fujitsu, Hitachi, Sharp, NEC, Nintendo, Seiko Epson và Toshiba là các công ty điện tử nổi tiếng nhất trên thế giới. Toyota, Honda, Nissan, Mazda, Mitsubishi, Suzuki, và Subaru cũng là các công ty ô tô rất nổi tiếng trên thế giới.
Người ta ước tính rằng 16% số vàng và 22% số bạc của thế giới được chứa trong các sản phẩm công nghệ điện tử tại Nhật Bản.

## Hàng không

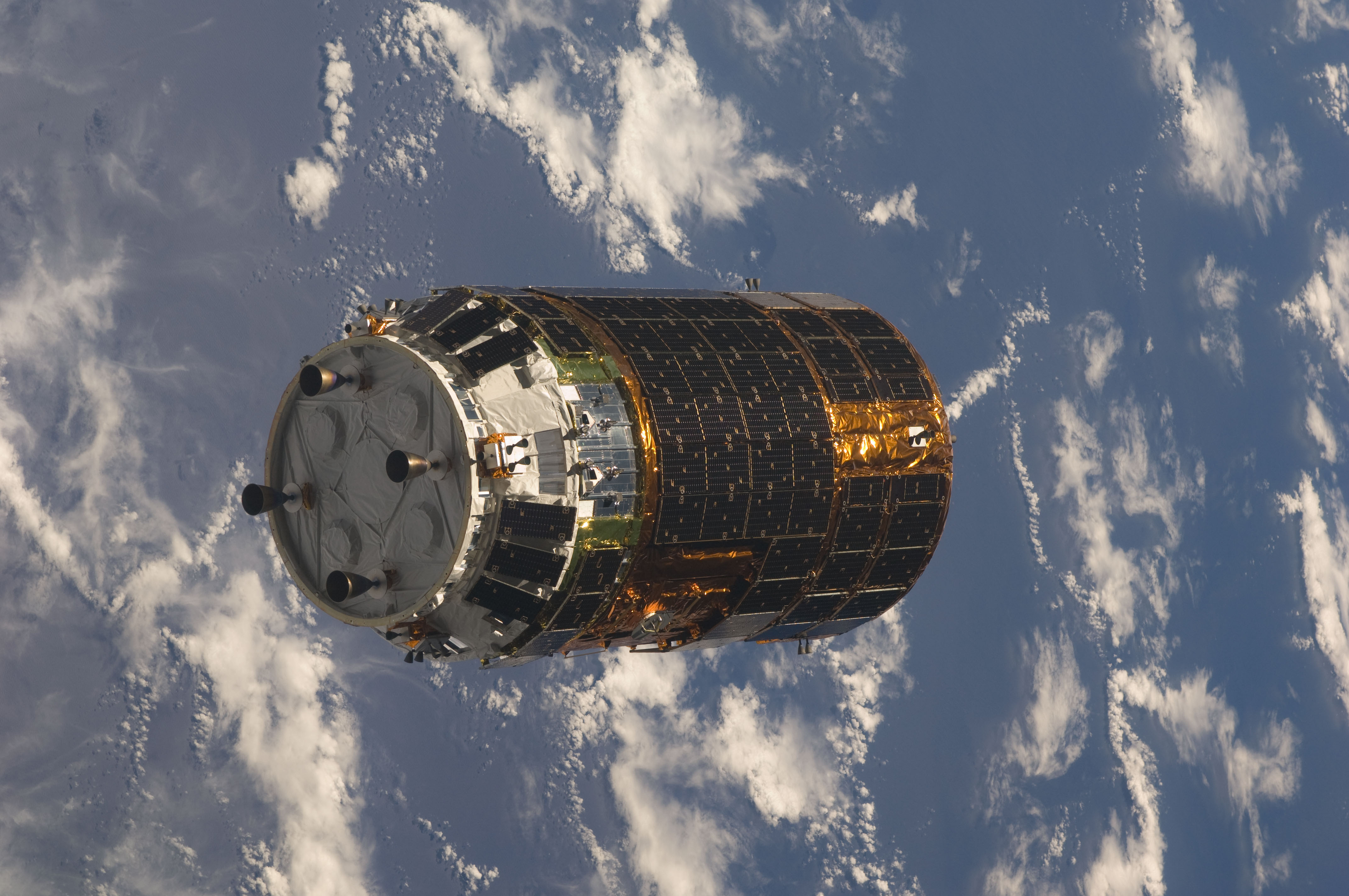
H-II Transfer Vehicle

Cơ quan nghiên cứu và phát triển hàng không vũ trụ Nhật Bản (JAXA)
tiến hành các nghiên cứu không gian và hành tinh, nghiên cứu hàng không, và phát triển không gian và vệ tinh. Cơ quan này đã phát triển một loạt các tên lửa, mới nhất và mạnh nhất trong số đó là các tên lửa H-IIB. Tên lửa H-IIA/B với khả năng mang tối đa 8 tấn trọng tải đến GTO hiện đang được quản lý bởi công ty tư nhân Mitsubishi Heavy Industry. Nó cũng xây dựng Mođun thử nghiệm Nhật Bản, đã được phóng lên không gian, và gắn vào Trạm vũ trụ Quốc tế trong chuyến bay của tàu con thoi nhằm kết nối trong năm 2007 và năm 2008 và môđun HTV để chuyển dữ liệu đến Trạm vũ trụ trong năm 2009.

## Năng lượng hạt nhân

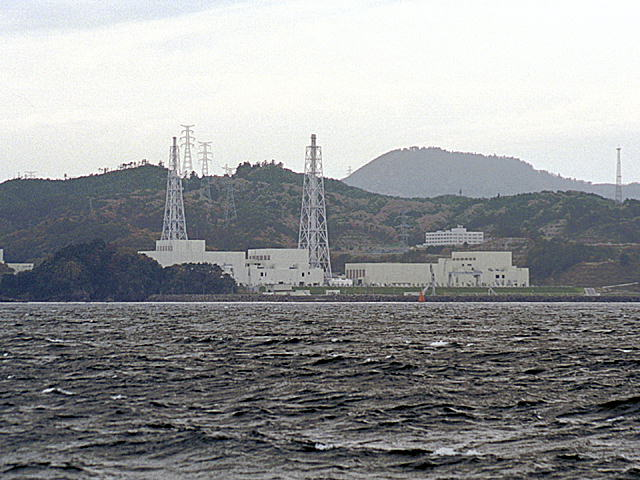
Nhà máy điện hạt nhân Onagawa, một khu vực BWR 3 gồm 3 khối điển hình của các nhà máy hạt nhân của Nhật Bản.

Kể từ năm 1973, Nhật Bản tìm cách để trở nên ít phụ thuộc vào nhập khẩu nhiên liệu và bắt đầu phụ thuộc vào năng lượng hạt nhân. Trong năm 2008, sau khi mở 7 lò phản ứng hạt nhân mới ở Nhật Bản (3 trên Honshū, và 1 trên Hokkaidō, Kyūshū, Shikoku, và Tanegashima) Nhật Bản đã trở thành quốc gia sử dụng điện hạt nhân lớn thứ ba trên thế giới với 55 lò phản ứng hạt nhân. Các lò này cung cấp 34.5% nhu cầu điện năng của toàn Nhật Bản.
Sau một trận động đất, sóng thần, và việc hệ thống làm mát ở Nhà máy năng lượng hạt nhân Fukushima I bị hỏng vào ngày 11 tháng 3 năm 2011, tình trạng hạt nhân khẩn cấp đã được đưa ra. 140.000 người dân trong vòng bán kính 20 km của nhà máy đã được sơ tán.

## Giải Nobel
Các nhà nghiên cứu Nhật Bản đã giành được một số giải Nobel. Hideki Yukawa, tốt nghiệp Đại học Kyoto, được giải Nobel vật lý năm 1949. Tomonaga Shinichirō đoạt giải này vào năm 1965. Nhà vật lý chất rắn Leo Esaki, học tại trường Đại học Tokyo, đã nhận được giải Nobel vật lý năm 1973. Fukui Kenichi của Đại học Kyoto là đồng tác giả của giải Nobel hóa học năm 1981, và Susumu Tonegawa, cũng tốt nghiệp trường Đại học Kyoto, trở thành người Nhật Bản đầu tiên (và tính đến năm 2007, người duy nhất) giành giải Nobel Sinh-Y học năm 1987. Các nhà hóa học Nhật Bản đã giành giải năm 2000, năm 2001: đầu tiên là Shirakawa Hideki (Đại học Công nghệ Tokyo) và sau đó là Noyori Ryōji (Đại học Kyoto), Masatoshi Koshiba (Đại học Tokyo) và Koichi Tanaka (Đại học Tohoku) giành giải Nobel vật lý và hóa học trong năm 2002. Kobayashi Makoto, Toshihide Masukawa, và Yoichiro Nambu là công dân Mỹ khi nhận giải, cùng chia sẻ giải Nobel vật lý và Shimomura Osamu cũng giành giải Nobel hóa học năm 2008. Isamu Akasaki, Hiroshi Amano, và Shuji Nakamura là công dân Mỹ khi nhận giải, cùng chia sẻ giải Nobel vật lý năm 2014.